# Феллоуз, Том
Том Аллен Феллоуз (англ. Tom Allen Fellows; род. 25 июля 2003 года в Солихалле, Англия) — английский футболист, полузащитник клуба «Вест Бромвич Альбион».

## Клубная карьера
Том является воспитанником клуба «Вест Бромвич Альбион». 6 июля 2021 года он заключил с родным клубом свой первый профессиональный контракт сроком на 3 сезона. 25 августа того же года состоялся дебют полузащитника во взрослом футболе в матче второго раунда Кубка английской футбольной лиги против «Арсенал». 11 декабря Том впервые сыграл в Чемпионшипе, заменив Кэллума Робинсона на 86-й минуте встречи с «Редингом». Всего в своём первом сезоне полузащитник отыграл 4 игры во второй по значимости английской лиге.
В сезоне 2022/23 Том был арендован клубом Лиги 2 «Кроли Таун» и провёл за него 38 матчей. Вернувшись в «Вест Бромвич Альбион» в сезоне 2023/24, Том начал активно выступать за команду в Чемпионшипе, приняв участие в 33 встречах и забив 4 мяча. В сезоне 2024/25 он провёл 45 игр, отметившись в них 8 забитыми мячами.

## Международная карьера
С 2024 года Том начал представлять Англию на молодёжном уровне, проведя 2 международные игры за сборную до 20 лет. В следующем году полузащитник в составе молодёжной сборной Англии до 21 года принимал участие на молодёжном чемпионате Европы. На этом турнире Том сыграл только 26 минут в поединке группового этапа с молодёжной сборной Германии, а англичане в итоге стали чемпионами Европы.

## Достижения
Сборная Англии (до 21 года)
- Чемпион Европы среди молодёжи до 21 года: 2025